# 去問諾斯特拉達姆士吧♪
《去問諾斯特拉達姆士吧♪》是由日本Navel的姐妹品牌Lime於2008年2月29日發行的Windows用十八禁戀愛遊戲。2008年3月28日發售標準版。

## 故事
男主角筑波那岐身邊突然出现一位自称是“諾斯特拉達姆士的预言书”的美少女stra。1999年7月，諾斯特拉達姆士预言没说中，人类的生活现在依舊持续着。然而，这都是由于那岐的某一行为造成的。諾斯特拉達姆士对此十分在意，於是要讓那岐親自見識預言的厲害。于是派遣这位自称是諾斯特拉達姆士的预言书的少女。雖然对那岐而言，这番说明也是满口的胡说八道，但少女却準確預言那岐这一天内的遭遇。接著，开始两人的同居生活，学园生活之後也跟著展開。筑波那岐与作为预言书拟人化的少女的生活引发各种麻烦，接著连别的预言书与諾斯特拉達姆士也被召来。

## 主要角色
筑波那岐（配音員：無）
男主角。私立神無月學園2年C班。
stra（配音員：風音）
秋葉穗乃香（配音員：井村屋穗乃香）
那岐沒有血緣關係的妹妹。
淺間咲耶（配音員：青山由香里）
那岐的同學。
白山菊理
白山財閥的獨生女，神無月學園學園長的姪女。
THIYA（配音員：一色光）
來自印度的先知。

## 主題歌
《去問諾斯特拉達姆士吧♪》的片頭曲主題為《FOR YOUR YELL》，作曲和編曲是由負責，並由AOSSA作詞、Nomico演唱。《去問諾斯特拉達姆士吧♪》的片尾曲主題為《Eternal future》，作曲和編曲是由負責，並由AOSSA作詞、jina演唱。

## 相關商品

### 書籍
本遊戲改編的，由森崎胡桃負責作畫的同名漫畫於2008年2月號至7月號在角川書店的雜誌《月刊Comp Ace》上連載，漫畫單行本於2008年6月24日發售。KILL TIME COMMUNICATION於2008年7月31日發售十八禁小說《去問諾斯特拉達姆士吧♪ 秋葉穗乃香的約定》（ノストラダムスに聞いてみろ♪ 秋葉穂ノ香の約束）。

### CD
單曲CD由Lantis於2008年1月25日發售。遊戲的原聲帶《去問諾斯特拉達姆士吧♪ Original SoundTrack》於2008年7月23日發售。

## 外部連結
- 去問諾斯特拉達姆士吧♪遊戲官方網站（日語）